# The International Journal of Psychoanalysis
The International Journal of Psychoanalysis è una rivista accademica bimestrale di psicologia, edita dall'Associazione Psicoanalitica Britannica fin dal 1920.
La sua fondazione risale a una lettera che Ernest Jones indirizzò a Sigmund Freud il 7 dicembre 1918. Due anni più tardi il primo numero della rivista fu dato alle stampe. Jones ne fu il caporedattore dal 1920 al 1939. Nel corso degli anni, il periodico ha assorbito l'International Review of Psycho-Analysis, fondata nel 1974 da Joseph J. Sandler.
Nel 2013 fu lanciato IJP-Open, sito web multilingue i cui articoli sono pubblicati con revisione paritaria aperta. Nel 2023 l sito è stato arricchito di funzionalità relative alle raccomandazioni ricevute dagli articoli scientifici, nonché dalle repliche dei rispettivi autori e alle versioni rivedute degli stessi. Gli  IJP Annuals sono una selezione dei migliori paper pubblicati nel corso dell'anno che vengono tradotti in otto lingue: francese, tedesco, greco, italiano, portoghese, russo, spagnolo e turco.